# Lichtentanne
Lichtentanne ist eine Gemeinde im Landkreis Zwickau in Sachsen. Sie liegt im oberen Tal der Pleiße.

## Geografie
Das Gebiet der Gemeinde Lichtentanne befindet sich südwestlich der Stadt Zwickau im Naturraum Erzgebirgsbecken (Oberes Pleißeland). Lichtentanne liegt im Tal der Pleiße, deren Quelle sich im Ortsteil Ebersbrunn befindet.
| Gemeinde Fraureuth im Landkreis Zwickau    | Stadt Werdau im Landkreis Zwickau           |                                    |
| Gemeinde Neumark im Vogtlandkreis          | Kompassrose, die auf Nachbargemeinden zeigt | Stadt Zwickau im Landkreis Zwickau |
| Gemeinde Heinsdorfergrund im Vogtlandkreis | Gemeinde Hirschfeld im Landkreis Zwickau    |                                    |

## Gemeindegliederung
| - Ebersbrunn - Lichtentanne - Schönfels | - Altrottmannsdorf - Stenn - Thanhof |

## Geschichte

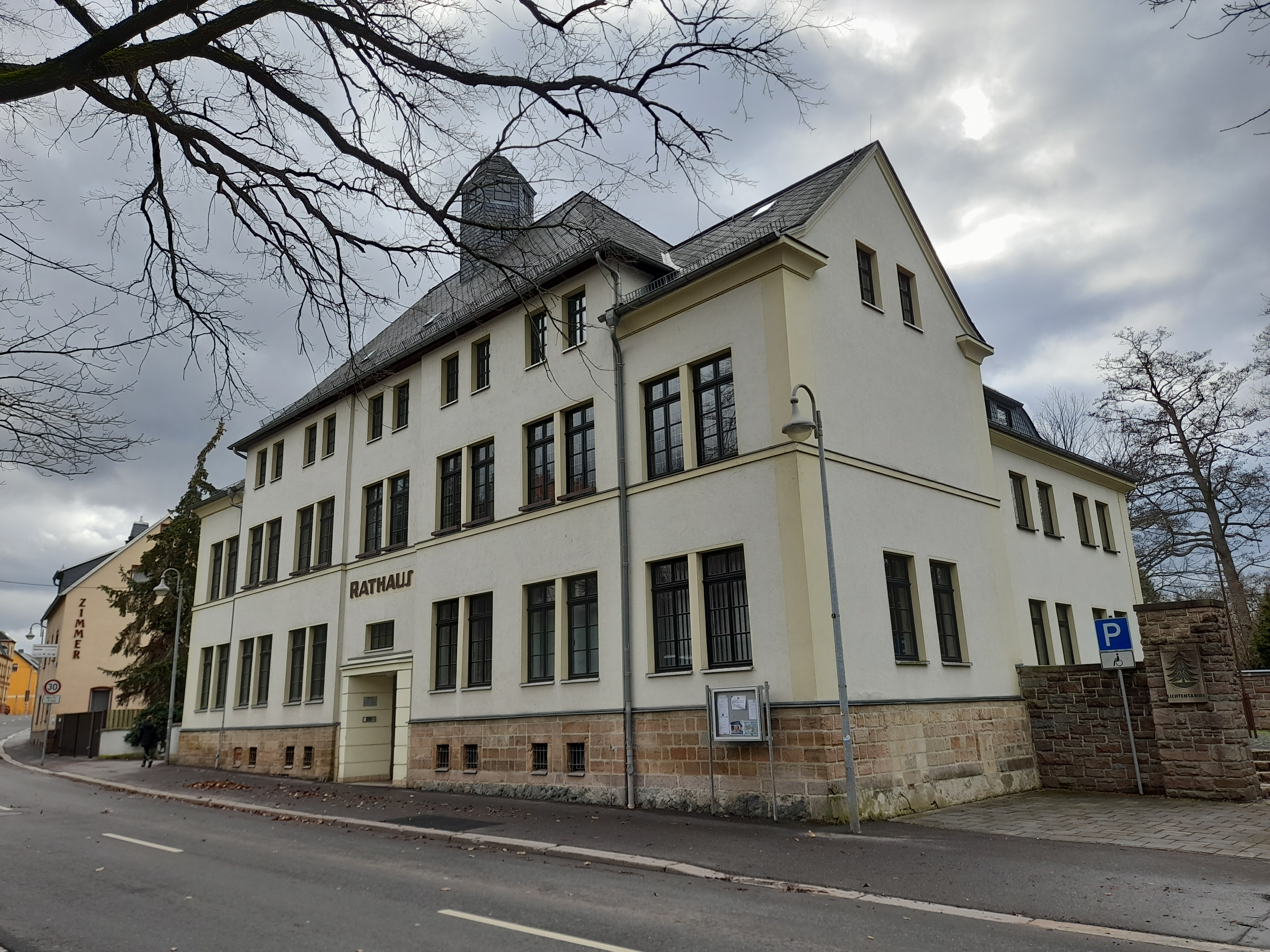
Rathaus Lichtentanne

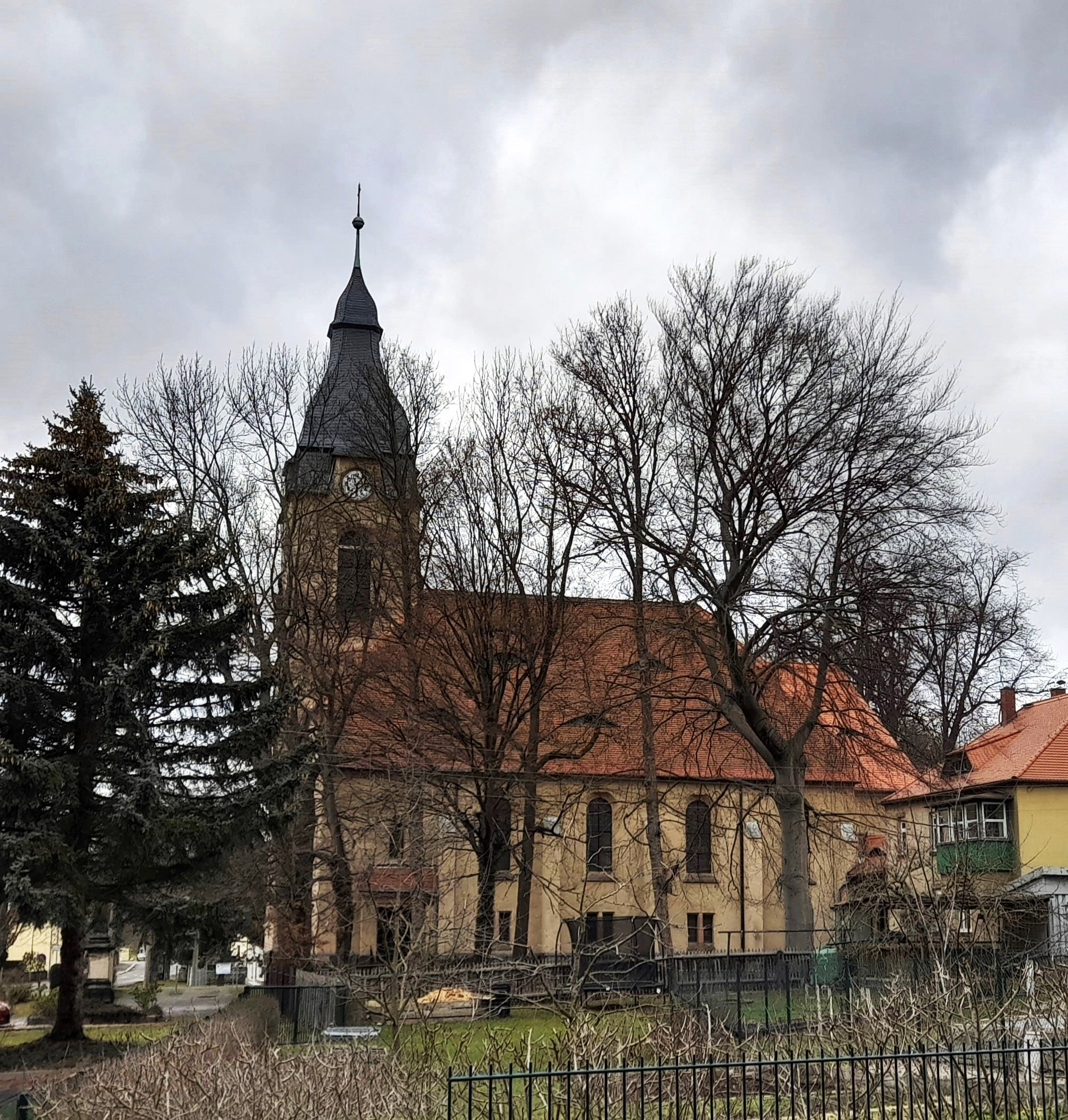
Ev.-luth. Christuskirche (Lichtentanne)

### 12. bis 19. Jahrhundert
Das obere Pleißental wurde in der ersten Hälfte des 12. Jahrhunderts durch fränkische und thüringische Bauern besiedelt. Der Ort Lichtentanne wurde vermutlich zwischen 1100 und 1200 gegründet, die urkundliche Ersterwähnung erfolgt jedoch erst im Jahr 1369. Bereits 1150 wurde die Kirche St. Barbara erbaut. Das Einzelgut Brand in der östlichen Ortsflur von Lichtentanne wurde im Jahr 1527 erstmals erwähnt. Die Kirche von Lichtentanne wurde im Jahr 1546 durch Auspfarrung aus Schönfels eigenständig. Die Grundherrschaft über Lichtentanne lag im 16. Jahrhundert zu den Rittergütern Lichtentanne, Thanhof, Alt-Schönfels und Leubnitz. Im 18. Jahrhundert wurden nur noch Lichtentanne, Thanhof und Alt-Schönfels erwähnt. Das Rittergut Lichtentanne wurde erstmals 1551 erwähnt. Zwischen Ende des 17. Jahrhunderts bis Mitte des 19. Jahrhunderts existierten zwei Rittergüter, das Heckelsche und das Ehrlersche Rittergut, parallel. Nach deren Wiedervereinigung wurde 1875 wieder nur ein Rittergut erwähnt. Im Jahr 1831 wurde neben der Kirche eine Schule errichtet. Drei Jahre später eröffnete der Gasthof „Zur lichten Tanne“. Mit der Eröffnung des Abschnitts Crimmitschau–Werdau der Bahnstrecke Leipzig–Hof und der Stichstrecke nach Zwickau führten erstmals Gleise über die Flur von Lichtentanne. Der Bahnhof des Orts wurde jedoch erst am 1. April 1885 an der Bahnstrecke Dresden–Werdau eröffnet.
Lichtentanne gehörte bis 1856 zum kursächsischen bzw. königlich-sächsischen Amt Zwickau. 1856 wurde Lichtentanne dem Gerichtsamt Zwickau und 1875 der Amtshauptmannschaft Zwickau angegliedert. Im Jahr 1888 wurde die neue Schule (heutiges Rathaus) eingeweiht, welches bereits im Jahr 1900 durch ein drittes Schulgebäude abgelöst wurde. 1895 wurde die Freiwillige Feuerwehr Lichtentanne gegründet.

### 20. Jahrhundert bis zur Gegenwart
Um die Wende zum 20. Jahrhunderts wurden im Zuge der Industrialisierung auch in Lichtentanne zahlreiche Betriebe gegründet. Das waren u. a. die Kammgarnspinnerei Carl Schmelzer (1890), das Eisenwerk König-Albert-Werk mit der Werkssiedlung Maxhütte (1898) und die Kleider-, Schürzen- und Wäschefabrik von Emil Möckel (1904). 1907 erfolgte die Grundsteinlegung für die neue, im Jugendstil errichtete Christuskirche, da die aus dem 14. Jahrhundert stammende St. Barbara-Kirche zu klein geworden war.
Im Jahr 1920 wurde Lichtentanne der Amtshauptmannschaft Werdau zugeordnet. 1922 verschmolzen die Schulbezirke Thanhof und Lichtentanne. Am 1. April 1923 schlossen sich die Gemeinden Lichtentanne und Thanhof (ohne den selbstständigen Rittergutsbezirk Thanhof) unter dem Namen „Lichtentanne“ zu einer Gemeinde zusammen. 1930 erfolgte die endgültige Stilllegung des König-Albert-Werks. Durch die Auflösung der Amtshauptmannschaft Werdau kam die Gemeinde Lichtentanne im Jahr 1933 wieder an die Amtshauptmannschaft Zwickau, die ab 1939 Landkreis Zwickau genannt wurde. Im Jahr 1939 wurden die Siedlungen Brand und Maxhütte mit dem Gelände des Flugplatzes Zwickau nach Zwickau umgegliedert. Ein amerikanischer Bombenabwurf am 12. Mai 1944 forderte sechs Tote. Im Zuge der Bodenreform in der Sowjetischen Besatzungszone erfolgte die Enteignung des Ritterguts Thanhof und die Verteilung des Areals an Neubauern und landarme Bauern. Damit einher ging auch die Umbezirkung der 137 ha großen Fluren des Gutsbezirks Thanhof von Gospersgrün nach Lichtentanne zum 18. Februar 1949.
Durch die zweite Kreisreform in der DDR kam die Gemeinde Lichtentanne im Jahr 1952 zum Kreis Zwickau-Land im Bezirk Chemnitz (1953 in Bezirk Karl-Marx-Stadt umbenannt), der ab 1990 als sächsischer Landkreis Zwickau fortgeführt wurde und 1994 im Landkreis Zwickauer Land aufging. Dieser kam wiederum im Jahr 2008 zum neu gegründeten Landkreis Zwickau. Zum 1. Januar 1996 schlossen sich die Gemeinden Stenn, Schönfels (mit Altrottmannsdorf) und Lichtentanne (mit Thanhof) zur Einheitsgemeinde Lichtentanne zusammen, ein Jahr später folgte Ebersbrunn (mit Hüttelsgrün). Am 1. Januar 1999 wurden die in der Flur von Lichtentanne gelegene Freiheitssiedlung und die bisher zu Ebersbrunn gehörige Siedlung Hüttelsgrün nach Zwickau umgegliedert.

### Eingemeindungen
| Ehemalige Gemeinde | Datum          | Anmerkung |
| ------------------ | -------------- | --- |
| Altrottmannsdorf   | 1. Januar 1949 | Eingemeindung nach Schönfels                                                                                                |
| Ebersbrunn         | 1. Januar 1997 | |
| Schönfels          | 1. Januar 1996 | |
| Stenn              | 1. Januar 1996 | |
| Thanhof            | 1. April 1923  | Rittergutsbezirk Thanhof am 1. April 1923 nach Gospersgrün eingemeindet, am 18. Februar 1949 nach Lichtentanne umgegliedert |

Die Ortsteile Brand und Maxhütte wurden am 1. April 1939 von Lichtentanne nach Zwickau umgegliedert, die Freiheitssiedlung am 1. Januar 1999. Ebenfalls am 1. Januar 1999 wurde die einst zu Ebersbrunn gehörige Siedlung Hüttelsgrün nach Zwickau umgegliedert.

### Einwohnerentwicklung

Einwohnerentwicklung von Lichtentanne von 1998 bis 2018 nach nebenstehender Tabelle

Entwicklung der Einwohnerzahl (31. Dezember):
| - 1998: 7175 - 1999: 7151 - 2000: 7247 - 2001: 7285 | - 2002: 7194 - 2003: 7180 - 2004: 7173 - 2005: 7098 | - 2007: 6970 - 2008: 6921 - 2010: 6762 - 2012: 6632 | - 2013: 6634 - 2016: 6558 - 2018: 6441 - 2019: 6329 |

 Datenquelle: Statistisches Landesamt Sachsen

## Politik

### Gemeinderat
Seit der Gemeinderatswahl am 9. Juni 2024 verteilen sich die 16 Sitze des Gemeinderates folgendermaßen auf die einzelnen Gruppierungen:
- CDU: 5 Sitze
- Freie Wähler: 4 Sitze
- AfD: 4 Sitze
- BSW: 2 Sitze
- Linke: 1 Sitz

| Gemeinderat ab 2024Insgesamt 16 Sitze - Linke: 1 - BSW: 2 - FW: 4 - CDU: 5 - AfD: 4 | Jahr            | 2024   | 2024   | 2019   | 2019   | 2014   | 2014   |
| Gemeinderat ab 2024Insgesamt 16 Sitze - Linke: 1 - BSW: 2 - FW: 4 - CDU: 5 - AfD: 4 | Jahr            | Sitze  | in %   | Sitze  | in %   | Sitze  | in %   |
| Gemeinderat ab 2024Insgesamt 16 Sitze - Linke: 1 - BSW: 2 - FW: 4 - CDU: 5 - AfD: 4 | CDU             | 5      | 28,1   | 9      | 50,9   | 11     | 61,9   |
| Gemeinderat ab 2024Insgesamt 16 Sitze - Linke: 1 - BSW: 2 - FW: 4 - CDU: 5 - AfD: 4 | FW              | 4      | 27,0   | –      | –      | –      | –      |
| Gemeinderat ab 2024Insgesamt 16 Sitze - Linke: 1 - BSW: 2 - FW: 4 - CDU: 5 - AfD: 4 | AfD             | 4      | 22,1   | 2      | 16,9   | –      | –      |
| Gemeinderat ab 2024Insgesamt 16 Sitze - Linke: 1 - BSW: 2 - FW: 4 - CDU: 5 - AfD: 4 | BSW             | 2      | 14,8   | –      | –      | –      | –      |
| Gemeinderat ab 2024Insgesamt 16 Sitze - Linke: 1 - BSW: 2 - FW: 4 - CDU: 5 - AfD: 4 | Linke           | 1      | 5,6    | 4      | 23,1   | 5      | 28,0   |
| Gemeinderat ab 2024Insgesamt 16 Sitze - Linke: 1 - BSW: 2 - FW: 4 - CDU: 5 - AfD: 4 | Grüne           | –      | 2,4    | 1      | 9,2    | –      | 5,0    |
| Gemeinderat ab 2024Insgesamt 16 Sitze - Linke: 1 - BSW: 2 - FW: 4 - CDU: 5 - AfD: 4 | SPD             | –      | –      | –      | –      | –      | 5,1    |
| Gemeinderat ab 2024Insgesamt 16 Sitze - Linke: 1 - BSW: 2 - FW: 4 - CDU: 5 - AfD: 4 | Wahlbeteiligung | 75,1 % | 75,1 % | 68,8 % | 68,8 % | 50,5 % | 50,5 % |

### Bürgermeister
Im März 2017 wurde im zweiten Wahlgang Tino Obst zum Nachfolger von Inge Krauß gewählt. Bei der Bürgermeisterwahl 2024 wurde Obst mit 64,9 % gegen Dr. Frank Hertwig (35,1 %) wiedergewählt.
| Wahl | Bürgermeister  | Vorschlag | Wahlergebnis (in %) |
| ---- | -------------- | --------- | ------------------- |
| 2024 | Tino Obst      | Obst      | 64,9                |
| 2017 | Tino Obst      | Obst      | 51,5                |
| 2010 | Inge Krauß     | CDU       | 89,3                |
| 2003 | Inge Krauß     | CDU       | 42,0                |
| 1994 | Siegfried Hahn | CDU       | 65,0                |

### Gemeindepartnerschaften
Lichtentanne unterhält seit 1990 Gemeindepartnerschaften mit Roßdorf (bei Darmstadt) und Babenhausen im hessischen Landkreis Darmstadt-Dieburg sowie mit Geiselwind im bayerischen Landkreis Kitzingen.

## Kultur und Sehenswürdigkeiten

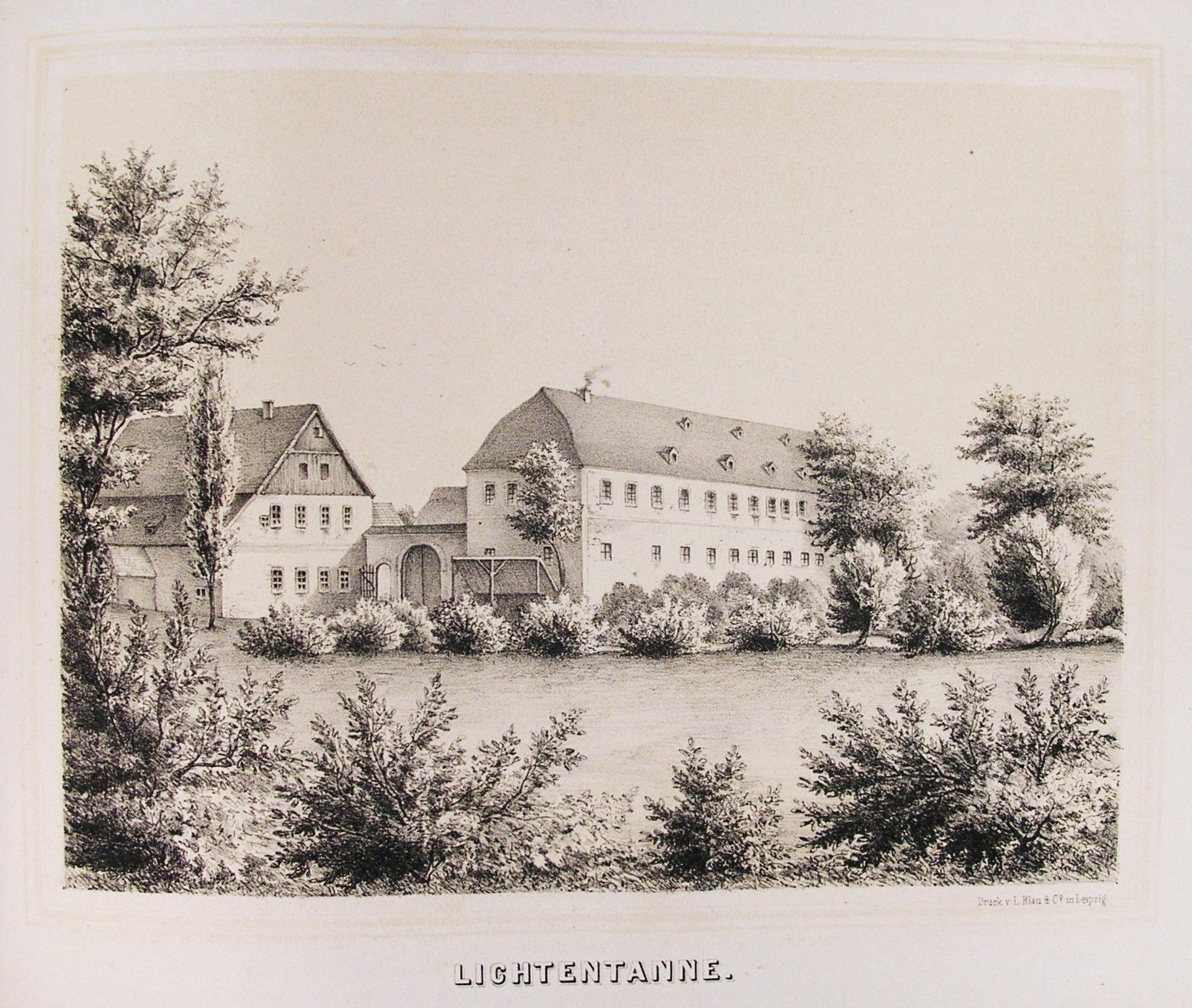
Ehemal. Rittergut Lichtentanne

- Gutshaus des Rittergutes Lichtentanne
- Die älteste Kirche der Gemeinde ist die St.-Barbara-Kirche, in der auch Konzerte gegeben werden. Weitere Kirchen der Gemeinde sind die Christuskirche in Lichtentanne, die Auferstehungskirche in Stenn, die Sankt Martinskirche in Schönfels und die Kreuzkirche in Ebersbrunn.
- Im Ortsteil Schönfels steht die Burg Schönfels.
- Im Ortsteil Ebersbrunn befand sich die abgegangene Wasserburg Ebersbrunn; dort entspringt in einem kleinen Parkgelände die Pleißenquelle.

### Naturschutz
- Siehe auch: Liste der Naturdenkmale in Lichtentanne

## Gedenkstätten
- Gedenkmauer auf dem Friedhof für fünf weibliche jüdische Häftlinge, die bei einem Todesmarsch von Außenlagern des KZ Flossenbürg im Frühjahr 1945 ums Leben kamen.
- Kriegerdenkmal in Schönfels, zum Gedenken der Gefallenen des Ersten Weltkrieges.
- Mahnmal in Lichtentanne, zum Gedenken der Gefallenen der beiden Weltkriege.
- Mahnmal in Stenn.
- Mahnmal in Altrottmannsdorf

## Wirtschaft und Infrastruktur
In Lichtentanne sind mehr als 500 klein- und mittelständische Unternehmen in den Bereichen Landwirtschaft, Handwerk und Produktion, Dienstleistung und Handel, Forschung und Entwicklung. Diese sind unter anderem in den Gewerbegebieten in Stenn und Schönfels und im Gewerbepark Lichtentanne ansässig. Stenn ist berühmt für seine "Zuckertütenfabrik", die Roth GmbH im Gewerbegebiet in Stenn. Das Business Innovation Center, kurz BIC, im Ortsteil Stenn ist die erste Adresse für Forschung und Wirtschaft im Landkreis.
Lichtentanne hat einen im Regionalverkehr und von der S-Bahn Mitteldeutschland bedienten Haltepunkt an der Sachsen-Franken-Magistrale (Bahnstrecke Dresden–Werdau). Die Ortsteile Stenn und Ebersbrunn besitzen Haltepunkte an der Bahnstrecke Zwickau–Falkenstein, die von der Vogtlandbahn befahren wird. An dieser befand sich auch der heute auf Zwickauer Stadtgebiet liegende Haltepunkt „Zwickau Reichenbacher Straße“, der zwischen 1949 und 1985 in Betrieb war. Das Flurstück kam durch eine Umgliederung im Jahr 1999 zur Stadt Zwickau.
Zwischen 1938 und 1977 wurde die Gemeinde Lichtentanne außerdem vom Oberleitungsbus Zwickau bedient.

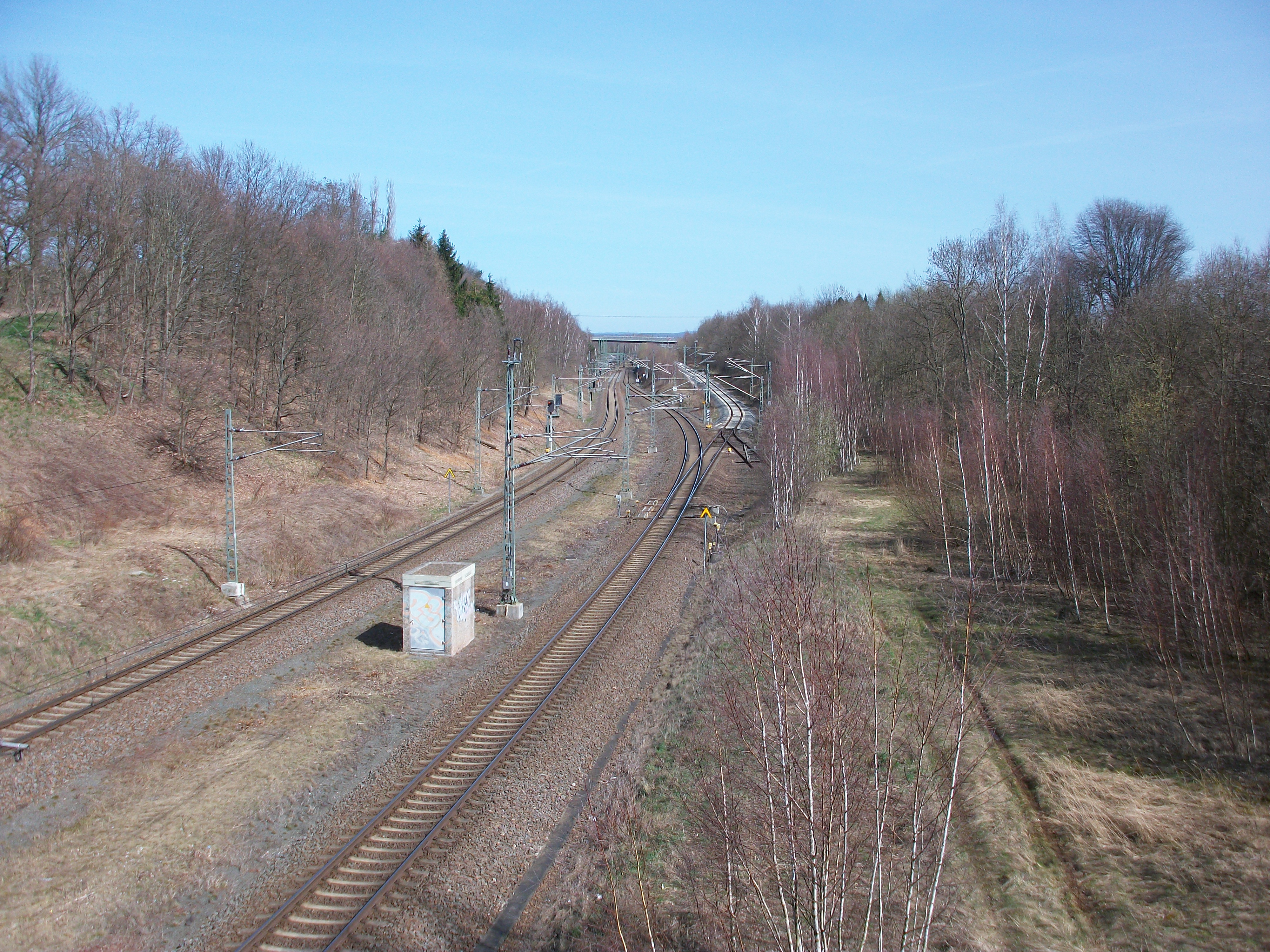
Station Lichtentanne, Gleiseinfahrt aus Richtung Zwickau (2016)
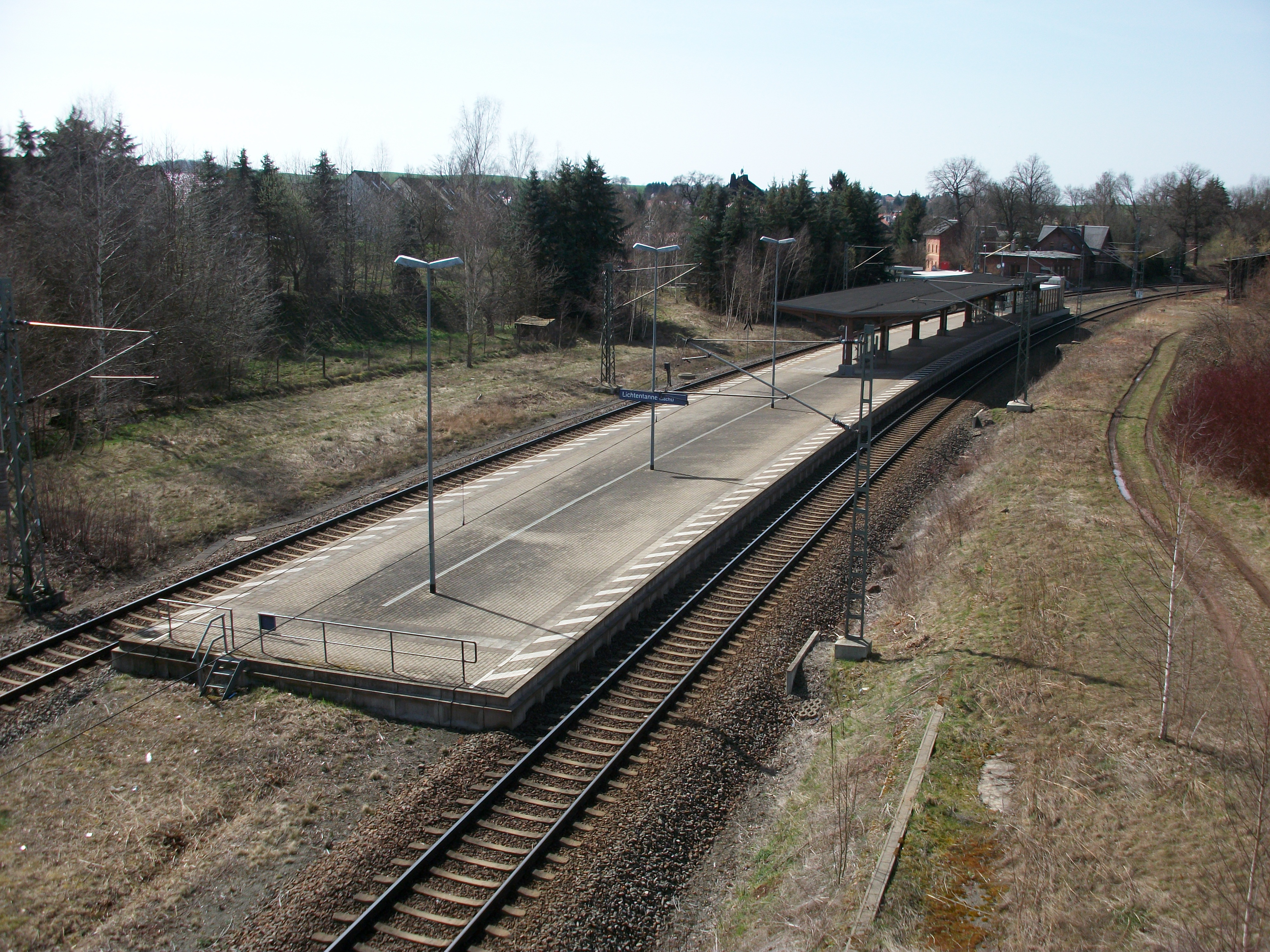
Station Lichtentanne von oben (2016)
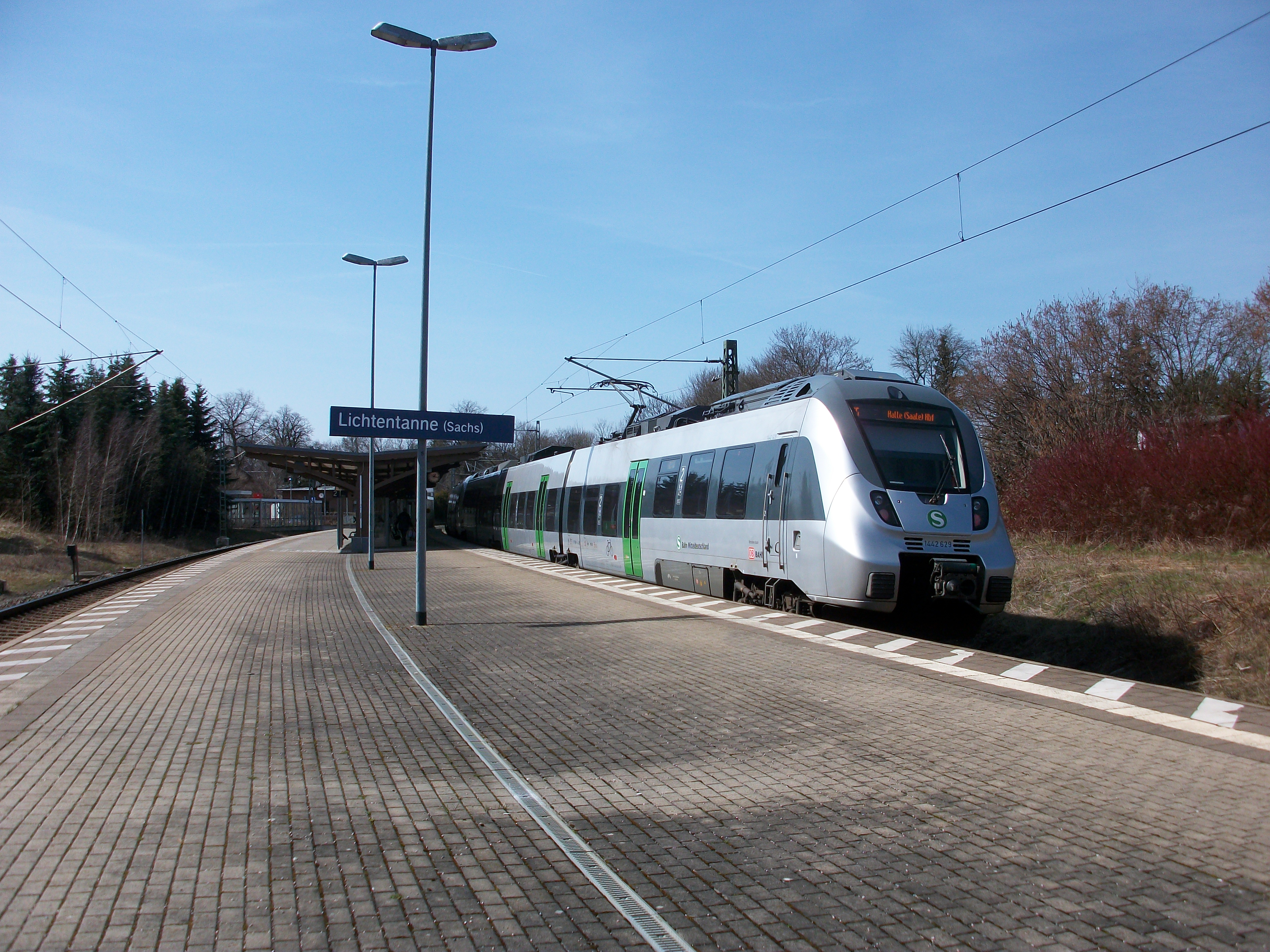
S-Bahn in Lichtentanne (2016)
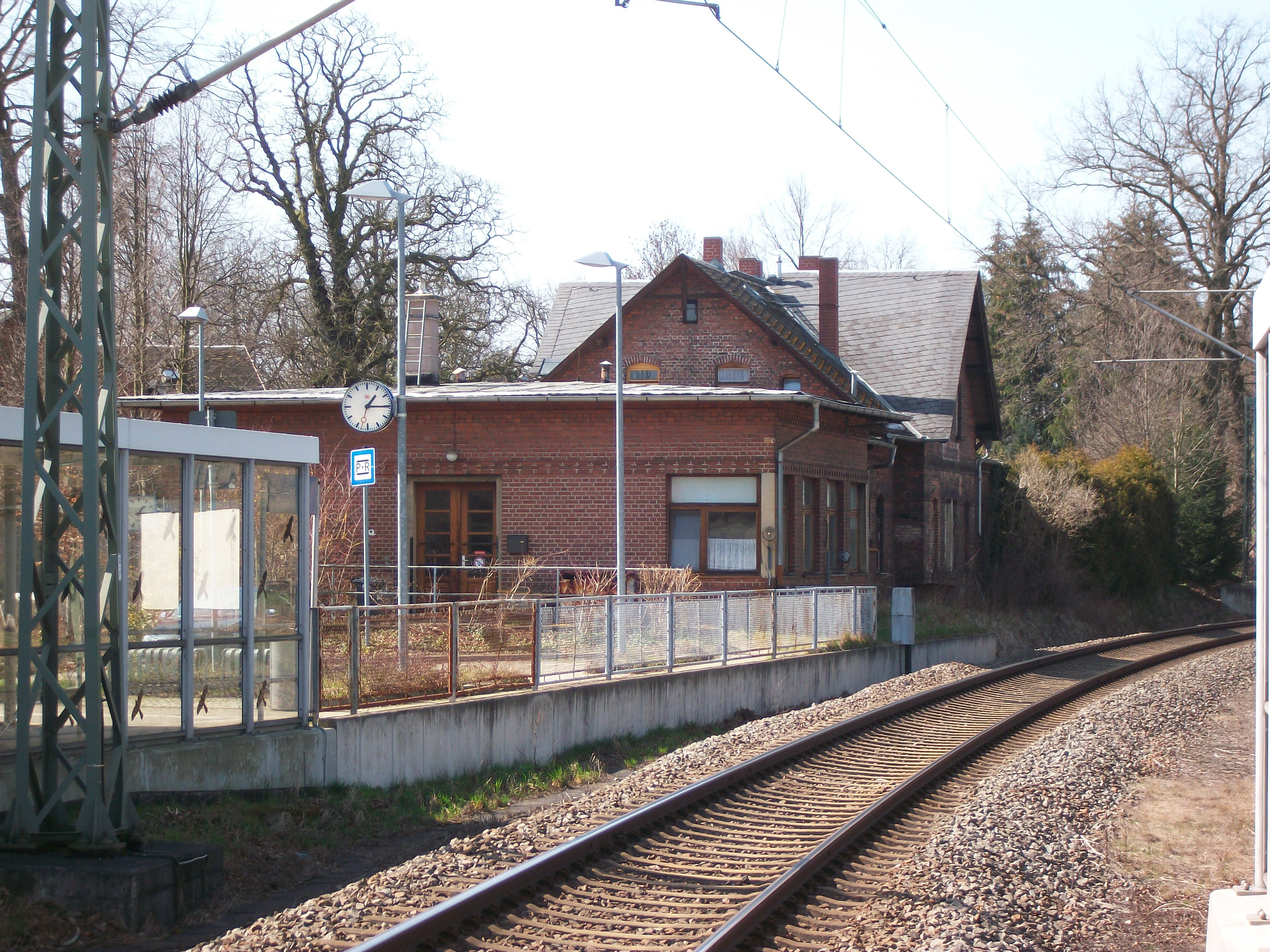
Lichtentanne, altes Empfangsgebäude (2016)

## Persönlichkeiten
- Friedrich August Barth (1816–1879), Landwirt in Stenn und konservativer Politiker, Mitglied des Landtags im Königreich Sachsen
- Ernst Sünderhauf (1908–1974), Politiker (SPD), Chef der Senatskanzlei Berlin
- Christoph Schmelzer (1908–2001), Atomphysiker
- Horst Gärtner (1911–2001), Hygieniker
- Ingo Wagner (* 1925), Rechtswissenschaftler